# مسألة المسار الأقصر
تهدف مسائل أقصر طريق (بالإنجليزية: Shortest Path Problem)‏ في نظرية المخططات لإيجاد طريق بين رأسين في مخطط بحيث تكون أوزان الأضلاع المكونة له بأقل ما يمكن.

أقصر طريق (A, C, E, D, F) بين رأسي A و F في هذا المخطط ذو الأوزان.